# Bataille de Damaturu (décembre 2011)
Insurrection de Boko Haram
Batailles
La bataille de Damaturu a lieu le 22 et 23 décembre 2011 lors de l'insurrection de Boko Haram.

## Déroulement
Pendant deux jours des échanges de coups de feu ont lieu à Damaturu, entre les forces armées nigérianes et les islamistes de Boko Haram.
Le général Azubuike Ihejirika, chef d'état-major des forces armées nigérianes, déclare « Il y a eu un accrochage d'envergure avec Boko Haram à Damaturu. Nous avons envahi leur repaire et leur site de munitions ». Selon lui, 59 membres de Boko Haram ont été tués ainsi que trois militaires,.
Des responsables hospitaliers de Damaturu déclare de leur côté à l'agence Reuters que « 50 corps ont été déposés à la morgue par les agents militaires et policiers », parmi ces corps se trouvent sept policiers, deux soldats et 41 civils.
Selon plusieurs sources de l'AFP, le bilan serait d'une centaine de morts à Damaturu. Par ailleurs, 15 policiers sont tués à Maiduguri et d'autres combats ont lieu à Potiskum.
Les attaques sont revendiquées par Abul Qaqa, porte-parole de Boko Haram qui déclare à l'AFP : « Nous avons mené ces attaques pour venger la mort de nos frères tués par les forces de sécurité en 2009 ».